# Narodowy Związek na rzecz Całkowitego Wyzwolenia Angoli
Narodowy Związek na rzecz Całkowitego Wyzwolenia Angoli (União Nacional para a Independência Total de Angola, UNITA) – angolski ruch partyzancki założony w 1966 roku przez Jonasa Savimbi, a następnie prawicowa partia polityczna.
Partia założona została w 1966 roku przez grupę rozłamowców z Narodowego Frontu Wyzwolenia Angoli (FNLA). Na czele UNITA stanął Jonas Savimbi, zaplecze ruchu stanowili przedstawiciele ludu Owimbundu. Początkowo ruch wyznawał doktrynę maoistowską i korzystał z pomocy Zambii oraz Chin. W ramach pomocy Chińczycy wysłali partyzantce broń i instruktorów. Z czasem grupa przeszła na pozycje antylewicowe i przyjęła poglądy neoliberalnej prawicy. Od tego czasu zdobyła ona pomoc ze strony RPA doby apartheidu i Stanów Zjednoczonych. W trakcie wojny o niepodległość często występowała przeciwko Ludowemu Ruchowi Wyzwolenia Angoli (MPLA), a nawet wchodziła w sojusze z Portugalczykami w celu zwalczania oddziałów tej organizacji.
Rewolucja goździków w Portugalii z 1974 roku otwarła furtkę do uzyskania niepodległości. W styczniu 1975 roku powstał koalicyjny rząd, w skład którego weszli przedstawiciele UNITA, NPLA i MPLA. Koalicja rozpadła się już w następnym miesiącu. W lipcu wybuchła regularna wojna domowa. W listopadzie lider MPLA Agostinho Neto proklamował utworzenie niepodległej Ludowej Republiki Angoli. FNLA i UNITA sprzeciwiły się temu krokowi i proklamowały utworzenie konkurencyjnej Ludowo-Demokratycznej Republiki Angoli. Premierem Republiki Ludowo-Demokratycznej został Savimbi. Siły rebeliantów zostały rozbite przez MPLA do początków 1976 roku. W 1977 roku UNITA wznowiła kampanię rebeliancką. W trakcie wojny domowej grupa uzyskała wsparcie RPA i USA. W latach 80. zdołała zająć pokaźne obszary na południu kraju.
Istotnym elementem działalności UNITA było przymusowe włączanie w jej szeregi nieletnich. Powszechną praktyką było też zmuszanie nieletnich dziewczyn do małżeństw z partyzantami. Analitycy szacują, że od 5000 do 8000 młodych dziewczyn zmuszono siłą do zawarcia takich związków. Wiele kobiet było siłą zmuszanych do usług seksualnych na rzecz dowódców UNITA, co miało być nagrodą za ich dokonania w walce z rządem.
Gdy w 1991 roku wprowadzono system wielopartyjny, UNITA podpisała z rządem porozumienie kończące wojnę domową. W 1992 roku odbyły się wybory parlamentarne i prezydenckie. Wybory przeprowadzono w obecności obserwatorów ONZ. Okazały się one zwycięstwem rządzącej partii i dotychczasowego prezydenta. UNITA zakwestionowała wynik wyborów i zerwała porozumienie z 1991 roku. Działania wojenne zakończono w 1994 podpisaniem porozumienia pokojowego w Lusace. Już cztery lata później walki wybuchły z nową siłą. 22 lutego 2002 zmarł Jonas Savimbi, co doprowadziło do kolejnego zawieszenia broni. Od tamtej pory UNITA nie angażowała się w walkę z rządem.
Pierwsze od 1992 roku wybory odbyły się w 2008. UNITA, będąca główną partią opozycji, otrzymała poparcie 10,39% wyborców. W ostatnich wyborach 2017 roku partia poprawiła swój wynik osiągając 26,72% poparcia (51 mandatów). 